# Болгарія на літніх Олімпійських іграх 1952
Болгарія на літніх Олімпійських іграх 1952 року була представлена 63-ма спортсменами у 8-и видах спорту, пропустивши гри 1948 року. Першу в історії Болгарії Олімпійську медаль збірної приніс боксер Борис Ніколов.

## Нагороди

### Бронза
| Бронза |               |                         |
| №      | Спортсмени    | Вид спорту (дисципліна) |
| 1      | Борис Ніколов | Бокс (до 75 кг)         |

## Склад олімпійської команди Болгарії

### Бокс
Спортсменів — 4
| Спортсмен         | Категорія | Перший раунд                      | 1/8                                 | Чвертьфінали                  | Півфінали                  | Фінал              | Місце |
| Спортсмен         | Категорія | Суперник Результат                | Суперник Результат                  | Суперник Результат            | Суперник Результат         | Суперник Результат | Місце |
| ----------------- | --------- | --------------------------------- | ----------------------------------- | ----------------------------- | -------------------------- | ------------------ | ----- |
| Джорджі Малезанов | До 57 кг  | Янош Ердеї (HUN) Пор. 1:2         | Завершив виступ                     | Завершив виступ               | Завершив виступ            | Завершив виступ    | 17    |
| Любомир Марков    | До 60 кг  | Ганс-Вернер Волерс (GER) Пор. 0:3 | Завершив виступ                     | Завершив виступ               | Завершив виступ            | Завершив виступ    | 17    |
| Петар Спасів      | До 71 кг  | Бернард Фостер (GBR) Пер. 2:1     | Пентті Олаві Контула (FIN) Пер. 3:0 | Ласло Папп (HUN) Пор. 0:3     | Завершив виступ            | Завершив виступ    | 5     |
| Борис Ніколов     | До 75 кг  | Альфред Штурмер (LUX) Пер. 3:0    | Террі Гудінґ (GBR) Поер. 2:1        | Дітер Вемгонер (GER) Пер. 3:0 | Васіле Тіта (ROU) Пор. 0:3 | Завершив виступ    |       |

### Баскетбол

#### Кваліфікаційний раунд
Група А
| Місце | Команда   | В | П | МОЗ | МП  | МР  | Очок |
| ----- | --------- | - | - | --- | --- | --- | ---- |
| 1     | Болгарія  | 2 | 0 | 131 | 114 | +17 | 4    |
| 2     | Куба      | 2 | 1 | 186 | 176 | +10 | 4    |
| 3     | Бельгія   | 1 | 2 | 173 | 179 | -6  | 2    |
| 4     | Швейцарія | 0 | 2 | 107 | 128 | -21 | 0    |

| 14 липня 1952 |                                     | Болгарія | 69–58 | Швейцарія |  |  |
| 14 липня 1952 | Рахунок за половинами: 30:22, 39:36 |          |       |           |  |  |
| 14 липня 1952 | Очки: Антон Кузов 22                |          |       |           |  |  |

| 17 липня 1952 |                                     | Болгарія | 62–56 | Куба |  |  |
| 17 липня 1952 | Рахунок за половинами: 29:30, 33:26 |          |       |      |  |  |
| 17 липня 1952 | Очки: Антон Кузов 19                |          |       |      |  |  |

#### Груповий етап
Група B
| Місце | Команда   | В | П | МОЗ | МП  | МР  | Очок |
| ----- | --------- | - | - | --- | --- | --- | ---- |
| 1     | СРСР      | 3 | 0 | 192 | 143 | +49 | 6    |
| 2     | Болгарія  | 2 | 1 | 163 | 182 | -19 | 5    |
| 3     | Мексика   | 1 | 2 | 172 | 171 | +1  | 4    |
| 4     | Фінляндія | 0 | 3 | 147 | 178 | -31 | 3    |

| 25 липня 1952 |                         | Болгарія | 46–74 | СРСР |  |  |
| 25 липня 1952 | Очки: Володимир Савов 8 |          |       |      |  |  |

| 25 липня 1952 |                      | Болгарія | 52–44 | Мексика |  |  |
| 25 липня 1952 | Очки: Антон Кузов 19 |          |       |         |  |  |

| 27 липня 1952 |                        | Болгарія | 65–64 | Фінляндія |  |  |
| 27 липня 1952 | Очки: Христо Дончев 18 |          |       |           |  |  |

#### Півфінальний раунд
Група А
| Місце | Команда   | В | П | МОЗ | МП  | МР  | Очок |
| ----- | --------- | - | - | --- | --- | --- | ---- |
| 1     | Уругвай   | 2 | 1 | 194 | 187 | +7  | 5    |
| 2     | Аргентина | 2 | 1 | 226 | 174 | +52 | 5    |
| 3     | Болгарія  | 1 | 2 | 177 | 220 | −43 | 4    |
| 4     | Франція   | 1 | 2 | 178 | 194 | −16 | 4    |

| 28 липня 1952 |                       | Болгарія | 56–100 | Аргентина |  |  |
| 28 липня 1952 | Очки: Георгі Панов 12 |          |        |           |  |  |

| 29 липня 1952 |                       | Болгарія | 54–62 | Уругвай |  |  |
| 29 липня 1952 | Очки: Георгі Панов 18 |          |       |         |  |  |

| 30 липня 1952 |                       | Болгарія | 67–58 | Франція |  |  |
| 30 липня 1952 | Очки: Георгі Панов 14 |          |       |         |  |  |

#### За 5-8 місця
| 31 липня 1952 |                                     | Болгарія | 53–60 | Чилі |  |  |
| 31 липня 1952 | Рахунок за половинами: 29:37, 24:23 |          |       |      |  |  |
| 31 липня 1952 | Очки: Георгі Панов 13               |          |       |      |  |  |

#### За 7-8 місця
| 1 серпня 1952 |                                     | Болгарія | 58–44 | Франція |  |  |
| 1 серпня 1952 | Рахунок за половинами: 22:22, 36:22 |          |       |         |  |  |
| 1 серпня 1952 | Очки: Георгі Панов 12               |          |       |         |  |  |

### Велоспорт

#### Шосе
Усього спортсменів — 4
Чоловіки
| Спортсмен                                         | Змагання                         | Час                  | Місце        |
| ------------------------------------------------- | -------------------------------- | -------------------- | ------------ |
| Петар Георгієв                                    | Групова шосейна гонка            | 5:24:34.0 (+18:30.6) | 46           |
| Боян Коцев                                        | Групова шосейна гонка            | Не фінішував         | Не фінішував |
| Мілчо Русев                                       | Групова шосейна гонка            | Не фінішував         | Не фінішував |
| Ілля Велчев                                       | Групова шосейна гонка            | Не фінішував         | Не фінішував |
| Петар Георгієв Мілчо Русев Ілля Велчев Боян Коцев | Командна шосейна гонка на 101 км |                      | Зійшли       |

#### Трек
Спортсменів - 4
| Спортсмен                                         | Змагання                                | Попередній раунд | Попередній раунд | 1\4 фіналу   | 1\4 фіналу | 1\2 фіналу   | 1\2 фіналу | Фінал Матч за 3-є місце | Фінал Матч за 3-є місце |
| Спортсмен                                         | Змагання                                | Час              | Місце            | Суперник Час | Місце      | Суперник Час | Місце      | Суперник Час            | Місце                   |
| ------------------------------------------------- | --------------------------------------- | ---------------- | ---------------- | ------------ | ---------- | ------------ | ---------- | ----------------------- | ----------------------- |
| Мілчо Русев Ілля Велчев Боян Коцев Дімітар Бобчев | Командна гонка переслідування на 4000 м | 5:08.2           | 16               | не пройшли   | не пройшли | не пройшли   | не пройшли | не пройшли              | не пройшли              |

### Гімнастика спортивна
- У загальнокомандному заліку у чоловіків враховуються найкращі результати 5 спортсменів, у жінок 6.
- У командній вправі також виявлявся Олімпійський чемпіон

Спортсменів — 16
Чоловіки
| Спортсмен | Вид змагання      | Вільні вправи | Вільні вправи | Кільця | Кільця | Кінь  | Кінь  | Опорний стрибок | Опорний стрибок | Бруси | Бруси | Перекладина | Перекладина | Абсолютна першість | Абсолютна першість |
| Бали | Місце             | Бали          | Місце         | Бали   | Місце  | Бали  | Місце | Бали            | Місце           | Бали  | Місце | Бали        | Місце       | Бали               | Місце              |
| --- | ----------------- | ------------- | ------------- | ------ | ------ | ----- | ----- | --------------- | --------------- | ----- | ----- | ----------- | ----------- | ------------------ | ------------------ |
| Ніколай Атанасов | Особиста першість | 15.25         | 154           | 17.95  | 72     | 17.25 | 82    | 17.90           | 100             | 16.95 | 121   | 16.65       | 114         | 101.95             | 96                 |
| Васіл Костадінов | Особиста першість | 16.75         | 112           | 18.65  | 29     | 17.55 | 65    | 17.85           | 102             | 17.90 | 74    | 16.90       | 104         | 106.25             | 65                 |
| Ніколай Мільов | Особиста першість | 17.35         | 88            | 18.25  | 58     | 18.20 | 37    | 16.70           | 151             | 17.90 | 74    | 16.05       | 129         | 103.85             | 77                 |
| Стоян Стоянов | Особиста першість | 8.95          | 179           | 9.40   | 182    | 9.15  | 181   | 9.20            | 181             | 9.15  | 181   | 17.25       | 89          | 63.10              | 182                |
| Мінчо Тодоров | Особиста першість | 18.60         | 22            | 18.45  | 38     | 17.45 | 77    | 18.35           | 54              | 17.95 | 71    | 18.35       | 43          | 109.15             | 43                 |
| Тодор Тодоров | Особиста першість | 18.05         | 47            | 17.45  | 94     | 15.90 | 111   | 18.05           | 87              | 18.20 | 54    | 15.55       | 139         | 103.20             | 83                 |
| Ілля Топалов | Особиста першість | 17.90         | 55            | 18.50  | 35     | 15.15 | 127   | 15.65           | 166             | 15.75 | 152   | 11.40       | 169         | 94.35              | 140                |
| Дімітар Йорданов | Особиста першість | 17.25         | 92            | 18.45  | 38     | 15.55 | 116   | 18.10           | 83              | 18.05 | 65    | 18.25       | 48          | 105.65             | 68                 |
| Мінчо Тодоров Васіл Коістадінов Дімітар Йорданов Ніколай Мільов Тодор Тодоров Ніколай Атанасов Ілля Топалов Стоян Стоянов | Командна першість | 89.80         | 9             | 92.60  | 7      | 88.85 | 10    | 90.85           | 15              | 90.55 | 11    | 88.25       | 11          | 540.90             | 9                  |

Жінки
| Спортсмен | Вид змагання      | Вільні вправи | Вільні вправи | Колода | Колода | Бруси  | Бруси | Опорний стрибок | Опорний стрибок | Командна вправа | Командна вправа | Абсолютна першість | Абсолютна першість |
| Бали | Місце             | Бали          | Місце         | Бали   | Місце  | Бали   | Місце | Бали            | Місце           | Бали            | Місце           | Бали               | Місце              |
| --- | ----------------- | ------------- | ------------- | ------ | ------ | ------ | ----- | --------------- | --------------- | --------------- | --------------- | ------------------ | ------------------ |
| Стоянка Ангелова | Особиста першість | 16.63         | 110           | 17.39  | 34     | 17.10  | 68    | 13.33           | 129             |                 |                 | 64.85              | 110                |
| Іванка Должева | Особиста першість | 18.02         | 29            | 18.66  | 10     | 18.10  | 22    | 18.03           | 49              |                 |                 | 72.81              | 18                 |
| Райна Григорова | Особиста першість | 18.03         | 28            | 17.96  | 30     | 17.46  | 51    | 16.73           | 108             |                 |                 | 70.18              | 49                 |
| Пенка Прісадашка | Особиста першість | 17.56         | 61            | 15.13  | 120    | 12.16  | 132   | 18.06           | 44              |                 |                 | 62.91              | 122                |
| Салтірка Спассова | Особиста першість | 17.46         | 71            | 18.59  | 12     | 17.96  | 26    | 18.29           | 27              |                 |                 | 72.30              | 19                 |
| Цвєтана Станчева | Особиста першість | 18.36         | 15            | 18.86  | 6      | 18.39  | 18    | 18.06           | 44              |                 |                 | 73.67              | 16                 |
| Вассілка Станчева | Особиста першість | 17.43         | 73            | 18.22  | 19     | 17.63  | 46    | 18.36           | 25              |                 |                 | 71.64              | 29                 |
| Йорданка Йовкова | Особиста першість | 16.60         | 111           | 17.59  | 42     | 15.02  | 120   | 17.16           | 100             |                 |                 | 66.37              | 98                 |
| Цвєтана Станчева Іванка Должева Салтірка Спассова Вассілка Станчева Райна Григорова Йорданка Йовкова Стоянка Ангелова Пенка Прісадашка | Командна першість | 140.09        | 8             | 142.80 | 4      | 133.82 | 9     | 138.02          | 9               | 66.80           | 12              | 493.77             | 7                  |

### Кінний спорт
Спортсменів — 3
| Команда                                 | Змагання                          | Виїздка | Виїздка | Кросс | Кросс | Конкур | Конкур | Підсумок | Підсумок |
| Команда                                 | Змагання                          | Бади    | Місце   | Бади  | Місце | Бади   | Місце  | Бади     | Місце    |
| --------------------------------------- | --------------------------------- | ------- | ------- | ----- | ----- | ------ | ------ | -------- | -------- |
| Рашко Фратен на Сталінград              | Кінне триборство (індивідуальное) | -156.2  | 38      | DSQ   | DSQ   | DSQ    | DSQ    | DSQ      | 38       |
| Красті Гочев на Стратсін                | Кінне триборство (індивідуальное) | -172.8  | 48      | DSQ   | DSQ   | DSQ    | DSQ    | DSQ      | 48       |
| Стоян Рогачев на Лерін                  | Кінне триборство (індивідуальное) | -178.5  | 53      | DSQ   | DSQ   | DSQ    | DSQ    | DSQ      | 53       |
| Рашко Фратен Красті Гочев Стоян Рогачев | Кінне триборство (командне)       | -507.50 | 17      | DSQ   | DSQ   | DSQ    | DSQ    | DSQ      | 17       |

### Легка атлетика
Спортсменів — 4
Чоловіки
| Спортсмен       | Змагання          | Попередній раунд | Попередній раунд | Чвертьфінали | Чвертьфінали | Півфінали  | Півфінали  | Фінал      | Фінал      |
| Спортсмен       | Змагання          | Результат        | Місце            | Результат    | Місце        | Результат  | Місце      | Результат  | Місце      |
| --------------- | ----------------- | ---------------- | ---------------- | ------------ | ------------ | ---------- | ---------- | ---------- | ---------- |
| Ангел Гаврилов  | 100 м             | 11.1             | 46               | не прошёл    | не прошёл    | не прошёл  | не прошёл  | не прошёл  | не прошёл  |
| Ангел Колєв     | 100 м             | 10.9             | 16 (Q)           | DSQ          | DSQ          | не пройшов | не пройшов | не пройшов | не пройшов |
| Ангел Колєв     | 200 м             | 22.0             | 19 (Q)           | 21.8         | 15           | не пройшов | не пройшов | не пройшов | не пройшов |
| Ніколай Дагоров | Потрійний стрибок | 13.82            | 30               |              |              |            |            | не пройшов | не пройшов |

Жінки
| Спортсмен          | Змагання | Попередній раунд | Попередній раунд | Чвертьфінали | Чвертьфінали | Півфінали  | Півфінали  | Фінал      | Фінал      |
| Спортсмен          | Змагання | Результат        | Місце            | Результат    | Місце        | Результат  | Місце      | Результат  | Місце      |
| ------------------ | -------- | ---------------- | ---------------- | ------------ | ------------ | ---------- | ---------- | ---------- | ---------- |
| Цвєтана Берковська | 100 м    | 12.2 (Q)         | 15               | 12.3         | 19           | не пройшла | не пройшла | не пройшла | не пройшла |
| Цвєтана Берковська | 200 м    | 25.2 (Q)         | 13               |              |              | не пройшла | не пройшла | не пройшла | не пройшла |

### Стрільба
Спортсменів — 5
Чоловіки
| Спортсмен         | Змагання                 | Перший раунд | Перший раунд | Другий раунд | Другий раунд | Підсумок  | Підсумок |
| Спортсмен         | Змагання                 | Результат    | Місце        | Результат    | Місце        | Результат | Місце    |
| ----------------- | ------------------------ | ------------ | ------------ | ------------ | ------------ | --------- | -------- |
| Іван Іванов       | Трап                     | 92           | 9            | 90           | 23           | 182       | 16       |
| Христо Шопов      | Трап                     | 82           | 31           | 86           | 28           | 168       | 30       |
| Георгій Керанов   | Швидкісний пістолет 25 м | 278          | 19           | 283          | 16           | 561       | 17       |
| Тодор Станчев     | Швидкісний пістолет 25 м | 276          | 27           | 276          | 26           | 552       | 25       |
| Стоян Попов       | Довільний пістолет 50 м  |              |              |              |              | 517       | 26       |
| Ніколай Хрістозов | Довільний пістолет 50 м  |              |              |              |              | 500       | 41       |

### Футбол
Болгарська збірна вважалася одним з претендентів на перемогу, але в першому ж раунді їм у суперники випала збірна СРСР. У впертій боротьбі, в додатковий час, перемогу здобули радянські футболісти.
Спортсменів — 11
Чоловіки

#### Склад команди
| №                           | Гравець           | Клуб (у 1952)               | Дата народження  | Вік      | Ігор     | Голів    |          |
| Воротарі                    | Воротарі          | Воротарі                    | Воротарі         | Воротарі | Воротарі | Воротарі | Воротарі |
| --------------------------- | ----------------- | --------------------------- | ---------------- | -------- | -------- | -------- | -------- |
| 1                           | Апостол Соколов   | Прапор Болгарії (1946–1967) | 23 жовтня 1917   | 34       | 1        | -2       |          |
| Захисники                   |                   |                             |                  |          |          |          |          |
| 2                           | Георгій Ефтімов   | Прапор Болгарії (1946–1967) | 24 березня 1931  | 21       | 1        | 0        |          |
| 3                           | Маноло Манолов    | ЦСКА (Софія)                | 8 серпня 1925    | 26       | 1        | 0        |          |
| 4                           | Борис Апостолів   | Спартак (Софія)             | 20 січня 1925    | 27       | 1        | 0        |          |
| Півзахисники                |                   |                             |                  |          |          |          |          |
| 6                           | Трайчо Петков     | Прапор Болгарії (1946–1967) | 4 вересня 1923   | 28       | 1        | 0        |          |
|                             | Стефан Божков     | ЦСКА (Софія)                | 20 вересня 1923  | 28       | 0        | 0        |          |
|                             | Дімітар Міланов   | ЦСКА (Софія)                | 18 жовтня 1928   | 23       | 0        | 0        |          |
| Нападники                   |                   |                             |                  |          |          |          |          |
| 8                           | Іван Колєв        | ЦСКА (Софія)                | 1 листопада 1930 | 21       | 1        | 1        |          |
| 9                           | Панайот Панайотов | ЦСКА (Софія)                | 30 грудня 1930   | 21       | 1        | 0        |          |
| 10                          | Петар Аргіров     | Локомотив (Софія)           | 19 лютого 1923   | 29       | 1        | 0        |          |
| 11                          | Крум Янев         | Прапор Болгарії (1946–1967) | 9 січня 1929     | 23       | 1        | 0        |          |
| Головний тренер             |                   |                             |                  |          |          |          |          |
| Прапор Болгарії (1946–1967) | Крум Мільов       |                             |                  |          |          |          |          |
|                             |                   |                             |                  |          |          |          |          |

#### Перший раунд
| 16.07.1952 |

| СРСР                      | 2:1 (0:0, 0:0) | Болгарія   |
| ------------------------- | -------------- | ---------- |
| Бобров 100' Трофимов 104' | Протокол       | Колєв 195' |

| Коткан ургейлюкескус, Котка Глядачів: 10 000 Арбітр: Іштван Зольт |